# Primer ministro de Angola
El primer ministro de la República de Angola (en portugués: Primeiro-ministro de la República de Angola) fue un cargo político que estuvo vigente en Angola desde 1975 hasta 1978, y nuevamente de 1991 a 2010, con algunos periodos en el que el cargo estuvo abolido.  En 2010 el cargo de primer ministro siendo sustituido por el cargo de vicepresidente durante la presidencia de José Eduardo dos Santos.
El último primer ministro de Angola fue Paulo Kassoma quien ejerció del 30 de septiembre de 2008 hasta el 4 de febrero de 2010.

## Características

### República Popular de Angola
Desde su independencia en 1975 hasta 1992, Angola fue un estado marxista-leninista unipartidista contralado por el Movimiento Popular de Liberación de Angola (MPLA) bajo la constitución de 1975. El cargo de primer ministro era el encargado de presidir el gobierno (artículo 39) y dependía del Consejo de la Revolución (presidido por el presidente de la República) ya que era quien nombraba y destituía al primer ministro, orientaba la política interior y exterior del gobierno y podía ceder funciones legislativas al gobierno (artículos 38 y 40).
Como presidente del gobierno angoleño el primer ministro debía organizar y dirigir la administración del Estado (artículo 39), elaborar el presupuesto de la administración y el plan económico para su aprobación por el Consejo de la Revolución (artículo 41).
El cargo de primer ministro fue creado originalmente cuando Angola logró la independencia de Portugal, el 11 de noviembre de 1975, pero fue abolido en 1978, cuando el presidente Agostinho Neto consolidó su poder. No hubo primer ministro hasta 1991, cuando el presidente José Eduardo dos Santos nombró a Fernando José de França Dias Van-Dúnem como primer ministro. 

### República de Angola
Con las reformas constitucionales de 1992, Angola se transformó en una república presidencialista multipartidista. El cargo primer ministro, recuperado por el presidente dos Santos en 1991, se mantuvo con algunos cambios importantes. El puesto también estuvo vacante entre 1999 y 2002. En 2010 el cargo fue abolido, sustituyéndose en parte por el puesto de vicepresidente.
El nombramiento del primer ministro ahora correspondía al pPresidente, previamente después de escuchar a los partidos políticos representados en la Asamblea Nacional (artículo 66). Así mismo, en este artículo, el jefe del Estado también podía poner fin al mandato del primer ministro y destituir al Gobierno, previa consulta con el Consejo de la República. 
El primer ministro era responsable ante el presidente de la República, a quien informará regular y directamente de los asuntos relacionados con la conducción de la política del país, así mismo, el primer ministro debía representar al Gobierno en la Asamblea Nacional y garantizará la responsabilidad política del Gobierno ante la Asamblea Nacional. (artículo 117). Las funciones del pPrimer ministro comenzaban con la toma de posesión del mismo y terminarán con la toma de posesión del nuevo primer ministro. En caso de dimisión del Gobierno, el primer ministro del Gobierno saliente será destituido en la fecha del nombramiento y toma de posesión del nuevo primer ministro (artículo 109)
Entre las funciones del primer ministro estaban recogidas en el artículo 114:
- Dirigir, conducir y coordinar la actividad general del Gobierno.
- Coordinar y orientar la actividad de todos los ministerios y secretarías de Estado.
- Representar al Gobierno en la Asamblea Nacional y en el país y en el extranjero.
- Dirigir el funcionamiento del Gobierno y sus relaciones generales con otros órganos del Estado.
- Sustituir al presidente de la República en la presidencia del Consejo de Ministros, de conformidad con el artículo 68.
- Firmar las leyes ejecutivas del Consejo de ministros y enviarlas para su promulgación y firma por el presidente de la República.
- Firmar las resoluciones del Consejo de Ministros.
- Desempeñar las demás funciones que le asignen la Constitución y la ley.
- Asistir a la Asamblea Nacional en las sesiones donde se debatían mociones de censura al Gobierno, aprobación del Plan Nacional y Presupuesto General.
- Responder a las preguntas y solicitudes de aclaración de los diputados, formuladas verbalmente o por escrito (artículo 99).

Además el primer ministro debía asesorar al presidente para disolución de la Asamblea Nacional, para tomar las medidas apropiadas siempre que las instituciones de la República, la independencia de la nación, la integridad territorial o el cumplimiento de los compromisos internacionales se vean grave e inmediatamente amenazados. y se interrumpió la actividad regular de los cargos públicos constitucionales (artículo 67) y el nombramiento de los gobernadores provinciales (artículo 148). El primer ministro era miembro del Consejo de la República (art. 76), del Consejo de Defensa Nacional 
El primer ministro sólo podría ser detenido si se le acusaba de un delito punible con prisión y tras la suspensión de sus funciones por el presidente de la República (artículo 119)

## Lista de primeros ministros (1975-2010)
| # | Nombre | Nombre | Nombre                                             | Inicio                   | Final                    | Partido | Elecciones | Presidente | Presidente                          |
| --- | ------ | ------ | -------------------------------------------------- | ------------------------ | ------------------------ | ------- | ---------- | ---------- | ----------------------------------- |
| República Popular de Angola (1975-1992)                                                                                         |        |        |                                                    |                          |                          |         |            |            |                                     |
| 1.º |        |        | Lopo do Nascimento (n. 1942)                       | 11 de noviembre de 1975  | 9 de diciembre de 1978   | MPLA    | [ 3 ]      |            | António Agostinho Neto (1975-1979)  |
| Puesto abolido del 9 de diciembre de 1978 al 19 de julio de 1991                                                                |        |        |                                                    |                          |                          |         |            |            |                                     |
| 2.º |        |        | Fernando José de França Dias Van-Dúnem (1934-2024) | 19 de julio de 1991      | 27 de agosto de 1992     | MPLA    | [ 3 ]      |            | José Eduardo dos Santos (1979-2017) |
| República de Angola (desde 1992)                                                                                                |        |        |                                                    |                          |                          |         |            |            | José Eduardo dos Santos (1979-2017) |
| 2.º |        |        | Fernando José de França Dias Van-Dúnem (1934-2024) | 27 de agosto de 1992     | 2 de diciembre de 1992   | MPLA    | [ 4 ]      |            | José Eduardo dos Santos (1979-2017) |
| 3.º |        |        | Marcolino Moco (n. 1953)                           | 2 de diciembre de 1992   | 3 de junio de 1996       | MPLA    | 1992       |            | José Eduardo dos Santos (1979-2017) |
| 4.º |        |        | Fernando José de França Dias Van-Dúnem (1934-2024) | 3 de junio de 1996       | 29 de enero de 1999      | MPLA    | 1992       |            | José Eduardo dos Santos (1979-2017) |
| Puesto abolido del 30 de enero de 1999 al 5 de diciembre de 2002                                                                |        |        |                                                    |                          |                          |         |            |            | José Eduardo dos Santos (1979-2017) |
| 5.º |        |        | Fernando da Piedade Dias dos Santos (n. 1952)      | 6 de diciembre de 2002   | 30 de septiembre de 2008 | MPLA    | -          |            | José Eduardo dos Santos (1979-2017) |
| 6.º |        |        | Paulo Kassoma (n. 1951)                            | 30 de septiembre de 2008 | 4 de febrero de 2010     | MPLA    | 2008       |            | José Eduardo dos Santos (1979-2017) |
| El cargo de primer ministro fue abolido por el presidente dos Santos siendo sustituido por el cargo de Vicepresidente de Angola |        |        |                                                    |                          |                          |         |            |            |                                     |